# ニーダーシュトッツィンゲン
ニーダーシュトッツィンゲン (ドイツ語: Niederstotzingen、ドイツ語発音: [niːdɐˈʃtɔt‿sɪŋ̩n] ( 音声ファイル)) は、ドイツ連邦共和国バーデン＝ヴュルテンベルク州ハイデンハイム郡に属す市である。この小都市はオストヴュルテンベルク地方に含まれる。

## 地理
ニーダーシュトッツィンゲンは、シュヴェービシェ・アルプの南東周縁部、ドナウタールとローネタールとの間の海抜 450 から 542 m に位置している。南部にはシュヴェービシェス・ドナウモース（湿地）が広がっている。

### 隣接する市町村
ニーダーシュトッツィンゲンは、北はギンゲン・アン・デア・ブレンツ、東はゾントハイム・アン・デア・ブレンツ（ともにハイデンハイム郡）、南はバイエルン州のギュンツブルク、西はアルプ＝ドナウ郡のアッセルフィンゲンおよびハイデンハイム郡のヘルブレヒティンゲンと境を接している。

### 市の構成
自治体としてのニーダーシュトッツィンゲン市は、6つの市区（同時にバーデン＝ヴュルテンベルク州自治体法で規定されるヴォーンベツィルク（居住管区）でもある）からなる。ニーダーシュトッツィンゲン市区（居住管区 I）、オーバーシュトッツィンゲン市区（居住管区 II）、シュテッテン・オプ・ローンタール市区（居住管区 III）ローンタール市区（居住管区 IV、ロイエンドルフ小集落を含む）である。市区名の公式な記述方法は、まず市の名前を書き、ハイフンでつないで市区名を記述する。シュテッテン・オプ・ローンタール市区には廃村カルテンブルクが含まれる。

### 土地利用
| 用途                 | 面積 (ha) | 占有率 (%) |
| -------------------- | --------- | ---------- |
| 森林                 | 932       | 31.3       |
| 農業用地             | 1,690     | 56.7       |
| 水域                 | 5         | 0.2        |
| レクリエーション用地 | 17        | 0.6        |
| 住宅地、空き地       | 118       | 4.0        |
| 工業・産業用地       | 33        | 1.1        |
| 交通用地             | 135       | 4.5        |
| その他               | 51        | 1.7        |
| 合計                 | 2,981     | 100.0      |

データは、バーデン＝ヴュルテンベルク州統計局の2023年現在の値による。

### 保護区
ニーダーシュトッツィンゲンには4つの景観保護区がある。
この他にニーダーシュトッツィンゲンにはギンゲナー・アルプおよびエーゼルスブルガー・タール保全特別区のわずかな一部が含まれる。市域の南部はドナウリート鳥類保護区に属す。

## 歴史

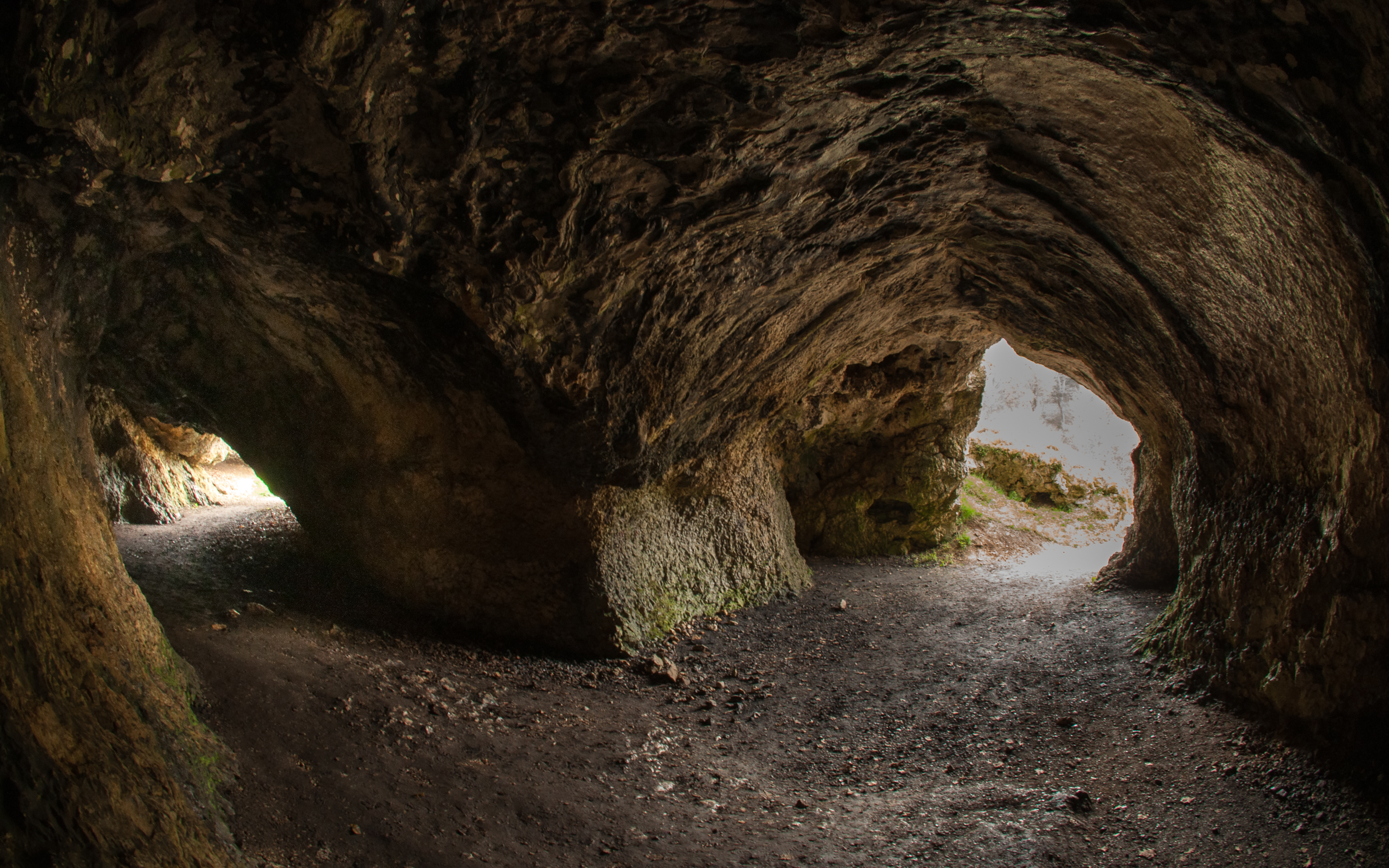
石器時代の遺物が出土したフォーゲルヘルト洞窟

### 19世紀まで
ニーダーシュトッツィンゲンの付近は、近隣のフォーゲルヘルト洞窟からの出土品で証明されるとおり、後期旧石器時代から定住がなされていた。
ケルト時代の遺跡としては方形要塞跡があり、ローマ時代の遺跡としてはニーダーシュトッツィンゲンとゾントハイムとの間の旧ドナウノルト街道沿いの高台にヴィラ・ルスティカ跡がある。この街道はウアシュプリング（現在はロンゼーの一部）からレーゲンスブルクに続いていた。
市南部の工事作業により1962年に7世紀後半の小さな墓地が発見された。ここには、13人のアレマン人貴族が家畜や非常に価値の高い副葬品とともに埋葬されていた。この遺跡はドイツで最も重要なアレマン人の墓地であるとされている。男たちは高位の戦士とその側近であると推定される。副葬品は、フランク、ランゴバルド、ビザンチンで作られたものであった。これらは「文化的開放性」を示し、「家族の構成員がそれぞれ異なる文化に触れていた可能性」を示唆している。遺伝学研究と骨の出身地分析から、この貴族戦士たちはヨーロッパのそれぞれ異なる地域出身で、明らかに血縁関係がないことが判ってる。
"Stotzingin"（シュトッツィンゲン）という地名は1143年に初めて文献に記録されている。この地名の由来は明かでない。中世盛期にはこの集落にちなんだ下級貴族シュトッツィンゲン家があり、1330年頃までニーダーシュトッツィンゲンに拠点を置いていた。その後領主権はリートハイム家に移った。皇帝カール4世は、1366年にヴィルヘルム・フォン・リートハイムに対してニーダーシュトッツィンゲンを都市に発展させ、防衛施設を設けるよう命じた。皇帝ジギスムントが1430年に都市権を授け、1617年に皇帝マティアスも同様にした。この街は短い中断を挟みながら19世紀まで都市権を保持し続けた。
1400年頃にライムベルク家が領主権を獲得し、その50年後に遺産としてヴェステルナハ騎士家がこれを引き継いだ。ヴェステルナハ家は1457年にシュタイン家との間でこの街とコンツェンベルクの領主権の交換を行った。シュタイン家はその後数世紀にわたって領主権を拡充させ、特に外国司法からの免除などの重要な特権を獲得して、意図的に自由帝国騎士団の発展を促した。
シュマルカルデン戦争では、1546年に皇帝カール5世の指令本部が一時的にニーダーシュトッツィンゲンに置かれた。
1550年にベルンハルト・フォン・シュタインの領主権は2つに分割された。「ブルクシュロス」（領主の古い館ブルクシュロスにちなんだ名称）と「シュタインハウス」（比較的新しい領主館シュタインハウスにちなんだ名称）である。優れた戦士であったハインリヒ・フォン・シュタインは1565年にブルクシュロス地区で宗教改革を行った。一方、兄弟が治めるシュタインハイム地区はカトリックの信仰に忠実なままであった。このため領民たちは何世紀もの間宗教的に隔てられていた。ニーダーシュトッツィンゲンの教会は1960年まで両宗派共同で利用されていた。
ハインリヒ・フォン・シュタインが子供のないまま1605年に亡くなった後、その権利は近隣のベヒンゲンに拠点を置いていた従兄弟のレオポルト・カールに移った。彼は獲得したニーダーシュトッツィンゲンの領地を再び息子たちに分け与えたため、3人の近親あるいは遠縁の領主がニーダーシュトッツィンゲンを治めることになった。すなわちカトリックのシュタインハウス部分、ブルクシュロス部分、フライハウス部分（市内にあったもう1つの領主館にちなんだ名称）となった。
1661年にシュタインハウス部分はカイスハイム修道院に売却された。フライハウス部分は1799年に最後の所有者が子供のないまま亡くなり、この間に伯爵に昇格していたカール・レオポルト・フォン・シュタインの手に渡ってブルクシュロス部分と再統合された。しかし1809年に彼もまた後継者のないまま亡くなり、甥のモルデゲム伯ヨーゼフ・アレクサンダーが所領（ニーダーシュトッツィンゲンの他にリートハウゼンを含む）を相続して、新たに城館を建設した。ニーダーシュトッツィンゲン城は現在もこの一族が所有しており、時代とともに隣接するオーバーシュトッツィンゲンやシュテッテンの土地を購入することで所有地を大幅に拡大した。
100軒近くの建物を焼失させる大火が1579年、1622年、1725年、1773年に起こった。

### 陪臣化以後
現在のニーダーシュトッツィンゲンの地域は1803年から1806年までバイエルン公領（1806年からバイエルン王国）に属した。バイエルンとヴュルテンベルクとの国境協定によりニーダーシュトッツィンゲンはヴュルテンベルク王国領となり、1819年までオーバーアムト・アルベックに、それ以後はオーバーアムト・ウルムに組み込まれていた。1824年にまたしても大火が起きた。失われていた都市権は、1848年にヴュルテンベルク政府により再授与された。1875年、ハイデンハイムからのブレンツ鉄道の延伸によって王立ヴュルテンベルク邦有鉄道の路線網に接続した。この路線は、1876年にウルムまでの区間が完成した。

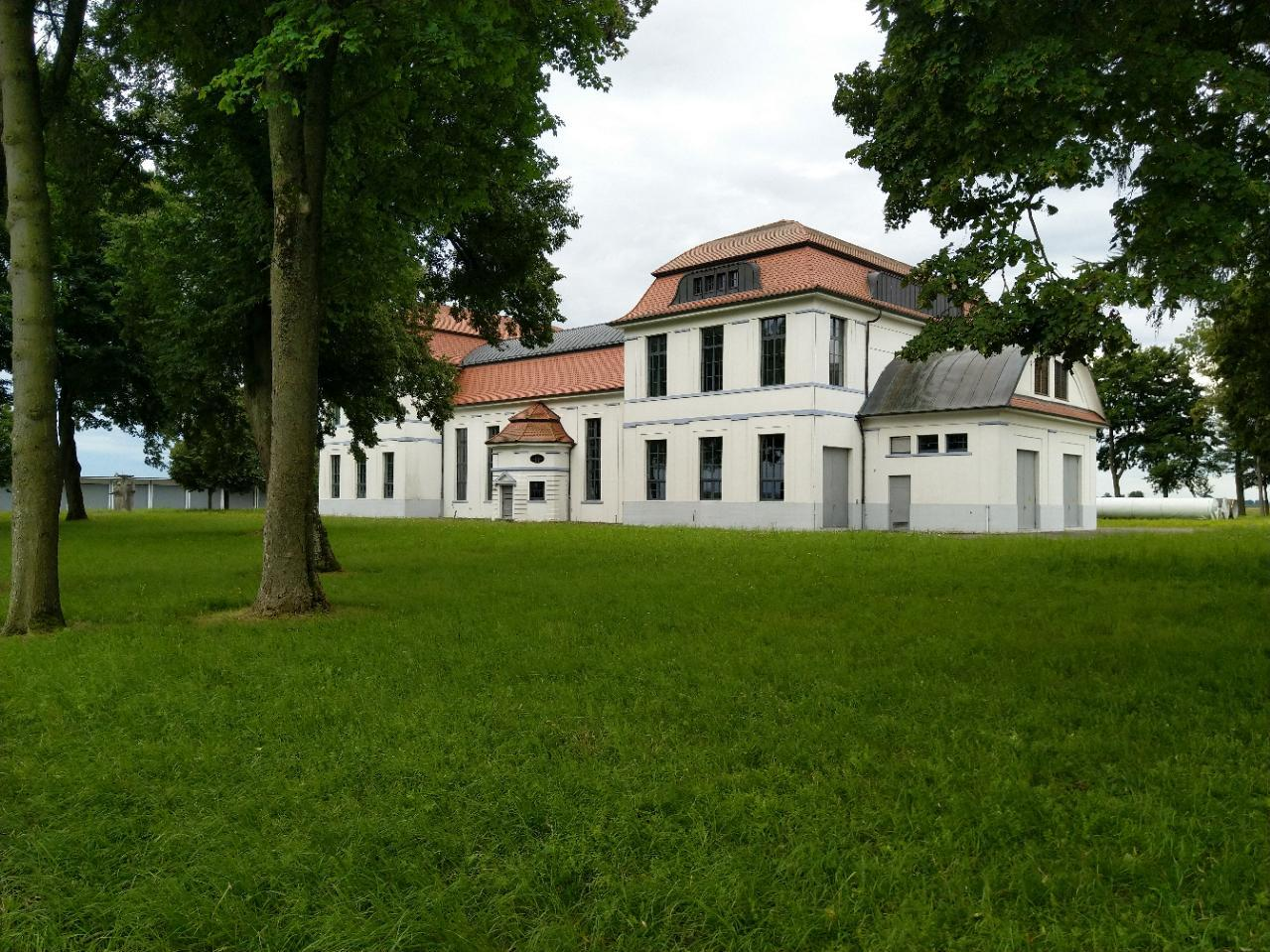
ニーダーシュトッツィンゲン・ポンプ場

1914年にニーダーシュトッツィンゲンに州上水道供給局の大型ポンプ場が造られ、ヴュルテンベルクで最初の110-kV-高圧送電網による電力供給が行われた。
ナチ時代のヴュルテンベルクの行政改革により、1938年4月25日にニーダーシュトッツィンゲンはハイデンハイム郡に編入された。第二次世界大戦後この街はアメリカ占領地域の一部となり、新設されたヴュルテンベルク＝バーデン州に属すこととなった。この州は1952年に現在のバーデン＝ヴュルテンベルク州に再編された。ニーダーシュトッツィンゲンでの本格的な工業化は戦後になってやっと始まった。

### 市町村合併
1972年3月1日にオーバーシュトッツィンゲンとシュテッテン・オプ・ローンタールがニーダーシュトッツィンゲンに合併した。

## 住民

### 宗教
市域の多く（ニーダーシュトッツィンゲン市区の半分、オーバーシュトッツィンゲン市区、シュテッテン・オプ・ローンタール市区、ロンタール市区）でカトリックが主流である。福音主義の教会は1565年に成立した。新使徒教会の教会組織も存在する。

### 人口推移
各時点における町域内の人口（この町を主たる居住地とする人口）を以下に示す。数値は推定値、人口調査結果 (1)、バーデン＝ヴュルテンベルク州統計局の公的研究結果に基づく。
| 時点            | 人口（人） |
| --------------- | ---------- |
| 1871年12月01日1 | 1,983      |
| 1880年12月01日1 | 2,142      |
| 1890年12月01日1 | 1,958      |
| 1900年12月01日1 | 1,905      |
| 1910年12月01日1 | 1,957      |
| 1925年06月16日1 | 2,027      |
| 1933年06月16日1 | 2,050      |
| 1939年05月17日1 | 2,120      |
| 1950年09月13日1 | 3,105      |
| 1961年06月06日1 | 3,407      |

| 時点            | 人口（人） |
| --------------- | ---------- |
| 1970年05月27日1 | 3,662      |
| 1980年12月31日  | 3,870      |
| 1987年05月25日1 | 4,012      |
| 1990年12月31日  | 4,326      |
| 1995年12月31日  | 4,812      |
| 2000年12月31日  | 4,913      |
| 2005年12月31日  | 4,905      |
| 2010年12月31日  | 4,645      |
| 2015年12月31日  | 4,611      |
| 2020年12月31日  | 4,721      |

## 行政

### 議会
ニーダーシュトッツィンゲンでは2019年まで Unechte Teilortswahl と呼ばれる選挙方式で市議会議員選挙が行われていた。この選挙方式では超過議席により議員数が変動する。2023年の選挙では Unechte Teilortswahl 方式が排除された。この選挙以後、市議会は14議席の名誉職の市議会議員と議長を務める市長で構成されている。市長は市議会において投票権を有している。

### 首長

ニーダーシュトッツィンゲンの幟旗

マルクス・ブレーマーは2016年6月19日の市長選挙で 72.2 % の支持票を獲得して市長に選出された。彼は2016年9月1日に市長に就任した。2024年7月7日の選挙では対立候補がおらず、99.3 % の支持を得て再選された。前任者はゲルハルト・キーニンガーで、1988年から2016年まで市長を務めた。

### 紋章
図柄: 緑地に銀（白）の飲み物用コップ（側板を組み合わせて作られている）。左側（向かって右）に銀（白）の持ち手の結び目がついている。
解説: 市は1931年に緑地と銀地（白地）で四分割された紋章を採用した。向かって左上には銀（白）の高圧鉄塔、向かって右上に3本の緑の穂、向かって左下に緑のオーク、向かって右下に銀（白）の遠心式給排水ポンプが描かれていた。この図柄は変電所、農林業、州上水道供給局のポンプ場を表していた。市は1955年にこの説明過剰なデザインを廃止した。現在の紋章はシュトッツィンゲン家の「地口」紋章（ドイツ語: Stotzen = コップ）を少し改変したもので、配色は元の紋章のものを採用している。
この紋章は、旗とともに、1955年9月12日に州政府の認可を得た。

### 姉妹都市
ニーダーシュトッツィンゲンは、以下の都市と姉妹都市関係にある。
- シュトッツィング（ドイツ語版、英語版）（オーストリア、ブルゲンラント州）1983年
- バージュ (ピレネー＝オリアンタル県)（フランス語版、英語版）（フランス、ピレネー＝オリアンタル県）1992年

## 経済と社会資本

### 交通
この街は、7 km 離れた連邦アウトバーン7号線（フレンスブルク - フュッセン）のニーダーシュトッツィンゲン・インターチェンジを介して全国的な道路網に接続している。州道、郡道が近隣市町村とを結んでいる。
ニーダーシュトッツィンゲンは、鉄道アーレン - ウルム線沿線にあり、ハイデンハイム運賃連盟に加盟している。2本のバス路線が近隣市町村との間の公共旅客近郊交通を担っている。
バーデン＝ヴュルテンベルク自転車網のルートがランゲナウを経由してウルムへ、ギンゲンを経由してハイデンハイムへ伸びている。
市域内を広域自転車道のヴュルテンベルク・テーラー自転車道が通っている。この自転車道は、クライルスハイムからニーダーシュトッツィンゲンを経由してウルムへ、ゲッピンゲンを経由してシュヴェービッシュ・グミュントへ伸びている。

### 地元企業
園芸用品製造業者のガルデナ GmbHは、ニーダーシュトッツィンゲンで金属加工工場を稼働させている。

### 教育
この街はニーダーシュトッツィンゲン市区とオーバーシュトッツィンゲン市区にそれぞれ1園の幼稚園を運営している。ニーダーシュトッツィンゲン市区には実科課程を有する基礎課程・本課程学校がある。オーバーシュトッツィンゲン市区にあった旧基礎課程学校は、2008年にキンダーハウス・オーバーシュトッツィンゲン「ヴィラ・カレイドス」に改築および新築された。このキンダーハウス（日本の保育園に近い施設）は2009年1月12日から稼働している。実科学校とギムナジウムはランゲナウ、ヘルブレヒティンゲン、ギンゲン・アン・デア・ブレンツにある。この他ゾントハイム・アン・デア・ブレンツにも本課程・実科学校がある。

### 消防
ニーダーシュトッツィンゲン消防団が防火および一般防災に努めている。

## 文化と見どころ

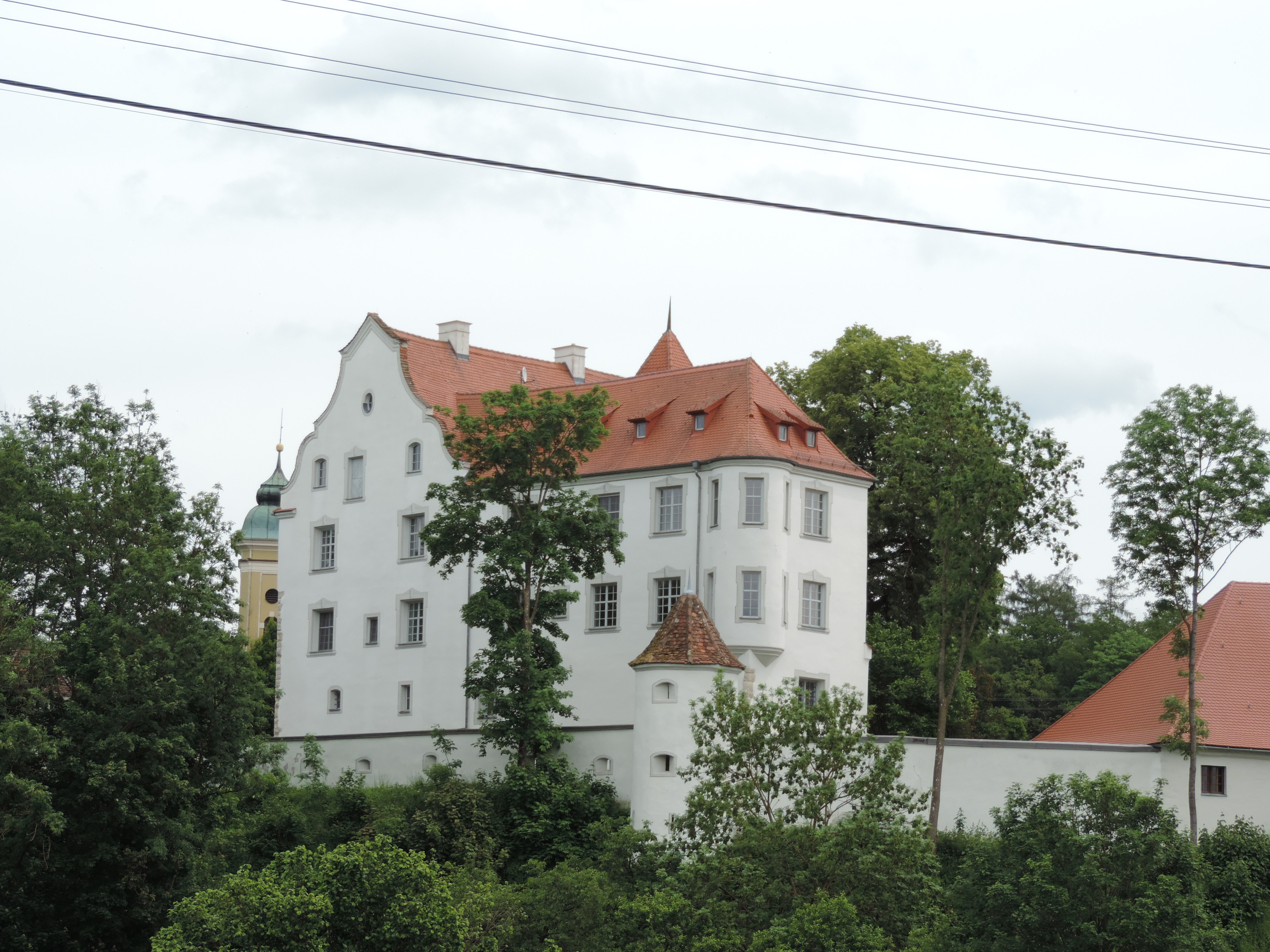
シュテッテン・オプ・ローンタール城

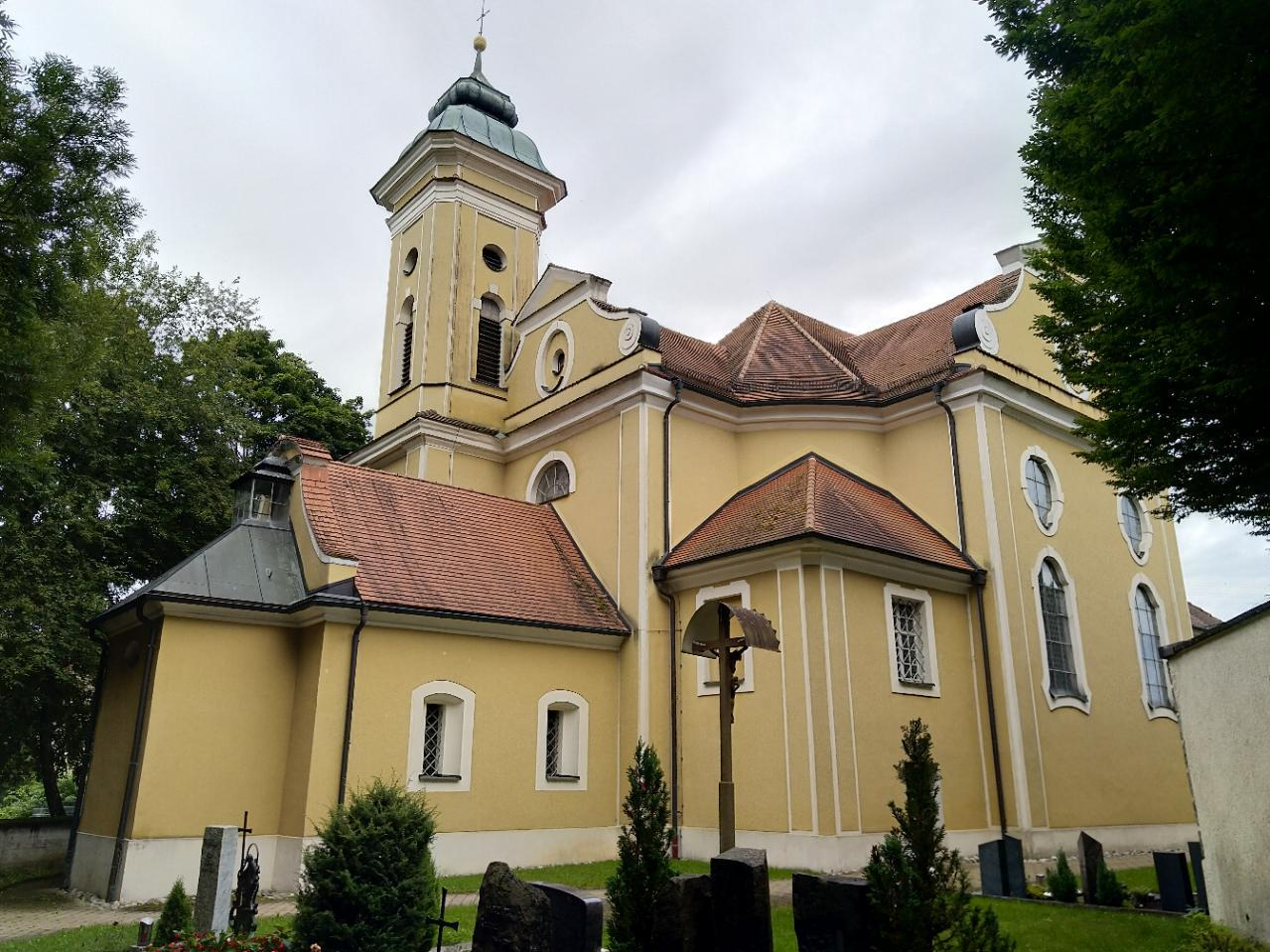
シュテッテン・オプ・ローンタールのマリア被昇天教会

### 建築
- ニーダーシュトッツィンゲン城。シュタイン伯の古い城砦（「ブルクシュロス」）の跡地に1780年に建設された古典主義様式の城館である。マルデゲム伯の管財部が所有している。
- オーバーシュトッツィンゲン城。16世紀にバイエルンの貴族ヤールスドルフ家が建設した。1942年にはユダヤ人高齢者の強制的な老人ホームとして利用された[16]。現在は城館ホテルとなっている。
- オーバーシュトッツィンゲンの聖マルティン教会。バロック建築。ローマ時代の壁跡に1761年に建設された。
- ニーダーシュトッツィンゲンのアンドレアス教会。
- シュテッテン・オプ・ローンタール城。1583年にリートハイム家によって建設された。1712年にヴァーレリアン・ブレンナーによってバロック様式に改築された。
- シュテッテンの巡礼教会マリア被昇天教会。バロック様式。1733年に完成した。アインジーデルン（ドイツ語版、英語版）の黒い聖母の複製と、1871年にリンク兄弟が製作した2段鍵盤、7ストップのオリジナルのまま保存されたオルガン (Op. 57) を持つ[17]。
- ヒュルベンとブルクベルクとの間のローネタールにあるカルテンブルク城。12世紀に建設された大規模な壁跡が保存されている。

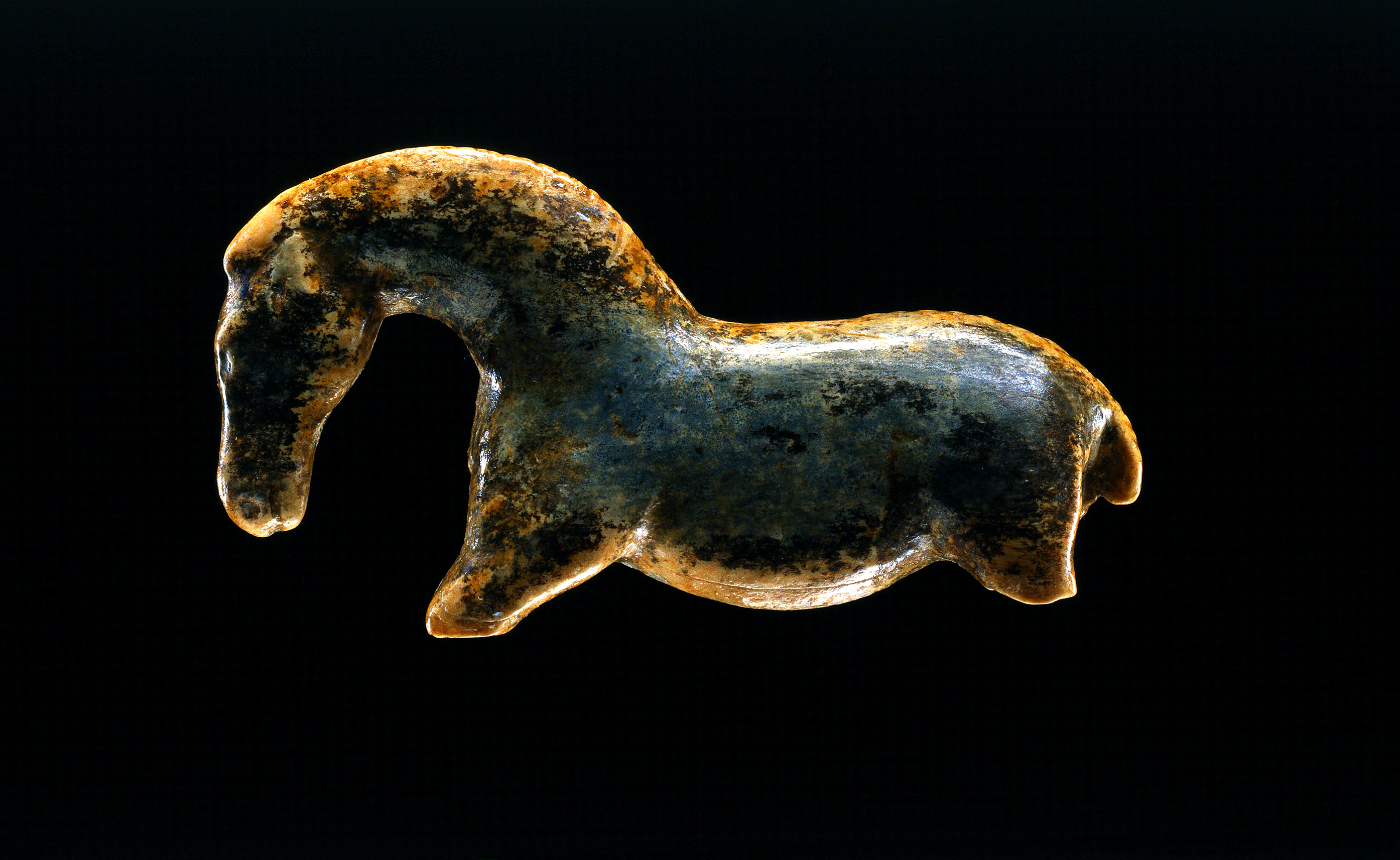
フォーゲルヘルト洞窟で発見された「ローネタールの馬」

### 自然文化財
1931年に発見されたローネタールのフォーゲルヘルト洞窟は、ニーダーシュトッツィンゲンの北西約 5 km に位置している。この洞窟は、有名な「ローネタールの馬」の出土地であり、この考古学的発見によりこの地域を有名にした。ここは3万5千年前の氷期の人の休憩所であり避難所であった。

### アルケオパルク
特別な氷河期の出土品やそれに関連するフォーゲルヘルト洞窟を一般に紹介するために、2013年、ニーダーシュトッツィンゲン＝シュテッテン近郊のローネタール辺縁部に体験教育型の先史博物館アルケオパルク・フォーゲルヘルトが設立された。このパークには、活動広場を含む広い空き地やフォーゲルヘルト洞窟への入口の他に、フォーゲルヘルトで出土した2つの像を常設展示する来訪者・情報センターがある。同時に、フォーゲルヘルト洞窟の施設コンセプトには、他の考古学的に重要なローネタールの洞窟群との関連を示すことも含まれている。
アルケオパルクは、UNESCO世界遺産「シュヴァーベンジュラにある洞窟群と氷河期の芸術」の構成要素の1つであった。しかしニーダーシュトッツィンゲン市議会は、2022年11月にアルケオパルクの運営を終了することを決定した。

### スポーツとレジャー
1967年に小さな屋内プールが開館したが、2011年6月に閉鎖された。
市内にはスポーツや音楽など多彩なクラブが存在する。

## 人物

### 出身者
- フリードリヒ・ハウク（ドイツ語版、英語版）（1761年 - 1829年）詩人。
- ユリウス・ローガー（ドイツ語版、英語版）（1819年 - 1865年）医師、博物学者、昆虫学者、民俗学者、民謡収集家。
- アンドレアス・メルクレ（1962年 - ）サッカー選手。